# Philipsburg (Montana)
Philipsburg és una població dels Estats Units a l'estat de Montana. Segons el cens del 2000 tenia 914 habitants.

## Demografia
Segons el cens del 2000, Philipsburg tenia 914 habitants, 408 habitatges, i 234 famílies. La densitat de població era de 430,4 habitants per km².
Dels 408 habitatges en un 24,3% hi vivien nens de menys de 18 anys, en un 42,6% hi vivien parelles casades, en un 10% dones solteres, i en un 42,6% no eren unitats familiars. En el 38,7% dels habitatges hi vivien persones soles el 16,9% de les quals corresponia a persones de 65 anys o més que vivien soles. El nombre mitjà de persones vivint en cada habitatge era de 2,19 i el nombre mitjà de persones que vivien en cada família era de 2,94.
Per edats la població es repartia de la següent manera: un 23,6% tenia menys de 18 anys, un 6% entre 18 i 24, un 20,5% entre 25 i 44, un 31% de 45 a 60 i un 18,9% 65 anys o més.
L'edat mediana era de 45 anys. Per cada 100 dones de 18 o més anys hi havia 92,3 homes.
La renda mediana per habitatge era de 24.559 $ i la renda mediana per família de 32.750 $. Els homes tenien una renda mediana de 27.000 $ mentre que les dones 17.885 $. La renda per capita de la població era de 14.951 $. Aproximadament el 16,7% de les famílies i el 19,8% de la població estaven per davall del llindar de pobresa.

## Poblacions més properes
El següent diagrama mostra les poblacions més properes.